# 2021 aux échecs
| Années des échecs : 2018 - 2019 - 2020 - 2021 - 2022 - 2023 - 2024    |
| Décennies des échecs : 1990 - 2000 - 2010 - 2020 - 2030 - 2040 - 2050 |

Cette page recense les événements liés au monde des échecs qui ont eu lieu en 2021.
L’année 2021 est celle du centenaire de la Fédération française des échecs, née le 19 mars 1921.

## Championnats du monde et coupes du monde

### Championnat du monde mixte
À la suite de sa suspension en 2020 en raison de la pandémie de Covid-19, le second tour du tournoi des candidats se déroule du 19 au 27 avril 2021. Il oppose toujours Maxime Vachier-Lagrave, Ding Liren, Anish Giri, Alexander Grischuk, Kirill Alekseenko, Ian Nepomniachtchi, Wang Hao, Fabiano Caruana. Le tournoi est remporté par le joueur russe Ian Nepomniachtchi, qui doit ensuite affronter le joueur norvégien Magnus Carlsen en finale de championnat du monde.
En janvier 2021, la Fédération internationale annonce que le championnat du monde a lieu à Dubaï du 24 novembre au 16 décembre 2021 avec un prix de deux millions d'euros. À l'issue des onze parties jouées, Magnus Carlsen conserve son titre de champion du monde en battant facilement Ian Nepomniachtchi.
Le cycle de qualification pour le championnat du monde suivant démarre également en 2021, avec l'organisation de deux compétitions qui qualifient chacune deux joueurs au Tournoi des candidats 2022, ce dernier permettant de désigner le challenger du champion du monde en titre.
Jan-Krzysztof Duda remporte la coupe du monde d'échecs 2021 après avoir battu Magnus Carlsen en demi-finale, puis Sergueï Kariakine en finale. Jan-Krzysztof Duda et Sergueï Kariakine sont ainsi qualifiés pour le Tournoi des candidats.
Alireza Firouzja gagne le FIDE Grand Swiss 2021, et Fabiano Caruana en termine deuxième, ce qui les qualifie tous deux au tournoi des candidats 2022 également.

### Coupe du monde féminine
Victoire de Alexandra Kosteniouk qui bat Tan Zhongyi en demi-finale et Aleksandra Goriatchkina en finale.

### Championnats du monde de blitz et de parties rapides
| Tournoi        | Champion mixte         | Championne           |
| -------------- | ---------------------- | -------------------- |
| Cadence rapide | Nodirbek Abdusattorov  | Alexandra Kosteniuk  |
| Cadence blitz  | Maxime Vachier-Lagrave | Bibisara Assaubayeva |

### Championnats du monde d'échecs senior, de la jeunesse et amateur
| Âge                                       | Champion mixte             | Championne                 |
| ----------------------------------------- | -------------------------- | -------------------------- |
| Plus de 50 ans                            | Pas de compétition en 2021 | Pas de compétition en 2021 |
| Plus de 65 ans                            | Pas de compétition en 2021 | Pas de compétition en 2021 |
| Juniors (moins de 20 ans)[réf. souhaitée] | Pas de compétition en 2021 | Pas de compétition en 2021 |
| Moins de 18 ans                           | Nikolaos Spyropoulos       | Govhar Beydullayeva        |
| Moins de 16 ans                           | Volodar Mourzine           | Xeniya Balabayeva          |
| Moins de 14 ans                           | Ediz Gurel                 | Zsóka Gaál                 |
| Moins de 12 ans                           | Ihor Samunenkov            | Alice Lee                  |
| Moins de 10 ans                           | Yağız Kaan Erdoğmuş        | Diana Preobrazhenskaya     |
| Moins de 8 ans                            | Pas de compétition en 2021 | Pas de compétition en 2021 |
| Chess 960                                 | Pas de compétition en 2021 | Pas de compétition dédiée  |
| Résolution de problèmes d'échecs          | Danila Pavlov              |                            |

## Tournois classiques annuels
| Nom de l'événement           | Dates               | Lieu         | Cadence                    | Vainqueur               |
| ---------------------------- | ------------------- | ------------ | -------------------------- | ----------------------- |
| Tata Steel Masters,          | 15-31 janvier       | Wijk aan Zee | Classique                  | Jorden van Foreest      |
| Shenzhen Masters             | 20 avril - 1er mai  | Shenzhen     | Rapide et blitz            | Yu Yangyi               |
| Festival d'échecs de Prague  | 13-20 juin          | Prague       | Classique                  | Sam Shankland           |
| Deutschland Grand Prix       | 13-18 juillet       | Dortmund     | Classique                  | Pavel Eljanov           |
| Festival de Bienne           | 24 juillet - 8 août | Bienne       | Classique, rapide et blitz | Gata Kamsky             |
| Champions Showdown Chess 9LX | 7-10 septembre      | Saint-Louis  | Chess 960                  | Leinier Dominguez Perez |
| Norway Chess                 | 7-17 septembre      | Stavanger    | Classique                  | Magnus Carlsen          |
| TePe Sigeman & Co            | 23-29 septembre     | Malmö        | Classique                  | Jorden Van Foreest      |
| Festival Sunway Sitges (ca)  | 13-23 décembre      | Sitges       | Classique                  | Nodirbek Abdusattorov   |
| Mémorial Vugar Gashimov      | 18-21 décembre      | Bakou        | Rapide et blitz            | Fabiano Caruana         |

Le cycle de tournois Grand Chess Tour réunissant plusieurs des meilleurs joueurs au monde a lieu en 2021. Cinq tournois composent le Grand Chess Tour 2021, pour une dotation totale de 1,275 million de dollars. Le Grand Chess Tour 2021 est remporté par le joueur américain Wesley So à l'issue de la Sinquefield Cup, suivi par le joueur français Maxime Vachier-Lagrave.
| Tournoi                        | Lieu        | Dates        | Cadence         | Vainqueur              |
| ------------------------------ | ----------- | ------------ | --------------- | ---------------------- |
| Superbet Romania Chess Classic | Bucarest    | 3-15 juin    | Classique       | Shakhriyar Mamedyarov  |
| Paris Rapid & Blitz de Pologne | Paris       | 16-23 juin   | Rapide et blitz | Wesley So              |
| Croatia Rapid & Blitz          | Zagreb      | 5-12 juillet | Rapide et blitz | Maxime Vachier-Lagrave |
| St Louis Rapide & Blitz        | Saint-Louis | 9-16 août    | Rapide et blitz | Hikaru Nakamura        |
| Sinquefield Cup                | Saint-Louis | 16-28 août   | Classique       | Maxime Vachier-Lagrave |

Pour pallier l'absence de compétitions d'échecs depuis le début de la pandémie de Covid-19, le Champions Chess Tour 2021, une série de dix tournois en ligne, est organisé de novembre 2020 à octobre 2021. Les parties sont jouées en cadence rapide, et le tournoi est doté de 1,5 million de dollars de prix.
| Tournoi                     | Dates                   | Dotation  | Participants | Vainqueur        |
| --------------------------- | ----------------------- | --------- | ------------ | ---------------- |
| Skilling Open               | 22-30 novembre          | 100 000 $ | 16           | Wesley So        |
| Airthings Masters           | 26 décembre - 3 janvier | 200 000 $ | 12           | Teimour Radjabov |
| Opera Euro Rapid            | 6-14 février            | 100 000 $ | 16           | Wesley So        |
| Magnus Carlsen Invitational | 9-21 mars               | 220 000 $ | 16           | Anish Giri       |
| New in Chess Classic        | 24 avril - 2 mai        | 100 000 $ | 16           | Magnus Carlsen   |
| FTX Crypto Cup              | 23-31 mai               | 320 000 $ | 16           | Magnus Carlsen   |
| Goldmoney Asian Rapid       | 26 juin - 4 juillet     | 100 000 $ | 16           | Levon Aronian    |
| Chessable Masters           | 31 juillet - 8 août     | 100 000 $ | 16           | Wesley So        |
| Aimchess US Rapid           | 28 août - 5 septembre   | 100 000 $ | 16           | Magnus Carlsen   |

Le tournoi final, disputé du 25 septembre au 4 octobre, est un tournoi toutes rondes opposant dix joueurs et doté de 300 000 $. Le norvégien Magnus Carlsen finit en tête du classement général du cycle de tournois.

## Compétitions par équipes

### Championnats continentaux par équipes
| Compétition                                        | Vainqueur mixte | Vainqueur femmes   |
| -------------------------------------------------- | --------------- | ------------------ |
| Championnat du monde d'échecs par équipes          |                 | CFR Team (Russie), |
| Championnat d'Europe d'échecs des nations          | Ukraine         | Russie             |
| Championnat d'Asie d'échecs des nations            |                 |                    |
| Championnat panaméricain d'échecs des nations (en) |                 |                    |

### Championnats interclubs européens
| Compétition                                | Champion                       | Deuxième                    | Troisième                     |
| ------------------------------------------ | ------------------------------ | --------------------------- | ----------------------------- |
| Coupe d'Europe des clubs d'échecs          | Mednyi Vsadnik                 | Novy Bor                    | Vugar Gashimov                |
| Coupe d'Europe des clubs d'échecs féminine | South Ural                     | Monte-Carlo                 | GRECO – Kyiv Chess Federation |
| Championnat d'Allemagne d'échecs des clubs |                                |                             |                               |
| Championnat de France d'échecs des clubs   | Cercle d'échecs de Bischwiller | Asnières Le Grand Échiquier | Clichy Échecs 92              |
| Coupe de France des clubs d'échecs         | Pas de compétition en 2021     | —                           | —                             |
| Four Nations Chess League (en) (4NCL)      |                                |                             |                               |
| United States Chess League (en) (USCL)     |                                |                             |                               |

## Championnats continentaux et nationaux individuels

### Championnats continentaux individuels
| Compétition                              | Champion mixte   | Championne           |
| ---------------------------------------- | ---------------- | -------------------- |
| Championnat d'Afrique d'échecs           | Ahmed Adly       | Jesse February       |
| Championnat d'Asie d'échecs              |                  | Bibisara Assaubayeva |
| Championnat d'Amérique d'échecs          |                  |                      |
| Championnat d'Europe d'échecs individuel | Anton Demtchenko | Elina Danielian      |
| Championnat d'Océanie d'échecs           |                  |                      |

### Championnats nationaux individuels
| Pays                                              | Champion mixte               | Championne                      |
| ------------------------------------------------- | ---------------------------- | ------------------------------- |
| Championnat d'Afrique du Sud d'échecs             |                              |                                 |
| Championnat d'Albanie d'échecs (en)               |                              |                                 |
| Championnat d'Algérie d'échecs                    |                              |                                 |
| Championnat d'Allemagne d'échecs                  |                              |                                 |
| Championnat d'Andorre d'échecs                    |                              |                                 |
| Championnat d'Argentine d'échecs                  | Federico Pérez Ponsa,        | Pas de championnat dédié        |
| Championnat d'Arménie d'échecs                    | Hovhannes Gabuzyan           | Susanna Gaboyan                 |
| Championnat d'Australie d'échecs                  | Pas de compétition en 2021   | Pas de compétition en 2021      |
| Championnat d'Autriche d'échecs                   |                              |                                 |
| Championnat d'Azerbaïdjan d'échecs                | Vasif Durarbayli             | Gulnar Mammadova                |
| Championnat du Bangladesh d'échecs                |                              |                                 |
| Championnat de la Barbade d'échecs                |                              |                                 |
| Championnat de Belgique d'échecs                  |                              |                                 |
| Championnat de la Biélorussie d'échecs            | Kirill Stupak (en)           | Aliaksandra Tarasenka           |
| Championnat de Birmanie d'échecs                  |                              |                                 |
| Championnat de Bolivie d'échecs                   |                              |                                 |
| Championnat de Bosnie-Herzégovine d'échecs        |                              |                                 |
| Championnat du Botswana d'échecs                  |                              |                                 |
| Championnat du Brésil d'échecs                    | Luis Paulo Supi              | Julia Alboredo (en)             |
| Championnat de Bulgarie d'échecs                  |                              |                                 |
| Championnat du Cameroun d'échecs                  | Kingue Victor Ebosse         | Pas de compétition dédiée       |
| Championnat du Canada d'échecs                    |                              |                                 |
| Championnat du Cap-Vert d'échecs                  | Mariano Ortega Amarelle      |                                 |
| Championnat du Chili d'échecs                     | Annulé                       | Annulé                          |
| Championnat de Chine d'échecs                     | Yu Yangyi                    | Tan Zhongyi                     |
| Championnat de Chypre d'échecs                    |                              |                                 |
| Championnat de Colombie d'échecs                  |                              |                                 |
| Championnat de Corée du Sud d'échecs              |                              |                                 |
| Championnat du Costa Rica d'échecs                |                              |                                 |
| Championnat de Croatie d'échecs                   | Zdenko Kožul                 | Ena Cvitan                      |
| Championnat de Cuba d'échecs                      |                              | Annulé                          |
| Championnat du Danemark d'échecs                  | Allan Stig Rasmussen         |                                 |
| Championnat d'Écosse d'échecs                     |                              |                                 |
| Championnat d'Égypte d'échecs                     |                              |                                 |
| Championnat des Émirats Arabes Unis d'échecs      |                              |                                 |
| Championnat d'Espagne d'échecs                    | Eduardo Iturrizaga           | Sabrina Vega Gutiérrez          |
| Championnat d'Estonie d'échecs                    | Aleksandr Volodin            | Anastassia Sinitsina            |
| Championnat des États-Unis d'échecs               | Wesley So                    | Carissa Yip                     |
| Championnat des îles Féroé d'échecs               | Høgni Egilstoft Nielsen (fo) |                                 |
| Championnat des Fidji d'échecs                    | Taione Sikivou               | Cydel Terubea                   |
| Championnat de Finlande d'échecs                  | Toivo Keinänen               |                                 |
| Championnat de France d'échecs                    | Annulé                       | Annulé                          |
| Championnat de Géorgie d'échecs                   | Levan Pantsulaia             |                                 |
| Championnat de Ghana d'échecs                     | Kwabena Adu-Poku             | Tobi Abena Felix                |
| Championnat d'échecs de Grande-Bretagne           | Nicholas Pert                | Harriet Hunt                    |
| Championnat de Grèce d'échecs                     | Athanásios Mastrovasílis     | Charitomeni Markantonaki (ru)   |
| Championnat du Guatemala d'échecs                 |                              |                                 |
| Championnat du Honduras d'échecs                  |                              |                                 |
| Championnat de Hongrie d'échecs                   | Peter Acs                    | Zsuzsanna Terbe                 |
| Championnat d'Inde d'échecs                       |                              |                                 |
| Championnat d'Indonésie d'échecs                  |                              |                                 |
| Championnat d'Iran d'échecs                       | Parham Maghsoodloo           |                                 |
| Championnat d'Irlande d'échecs                    |                              |                                 |
| Championnat d'Islande d'échecs                    | Hjörvar Steinn Grétarsson    |                                 |
| Championnat d'Israël d'échecs                     | Victor Mikhalevski           | Yuliya Shvayger                 |
| Championnat d'Italie d'échecs                     | Pier Luigi Basso             | Elena Sedina                    |
| Championnat de Jamaïque d'échecs                  |                              |                                 |
| Championnat du Japon d'échecs                     |                              |                                 |
| Championnat du Kazakhstan d'échecs                | Denis Makhnev                |                                 |
| Championnat du Kenya d'échecs                     | Martin Njoroge               | Sasha Mongeli                   |
| Championnat du Kirghizistan d'échecs              | Asyl Abdyjapar (en)          | Begimai Zairbek Kyzy            |
| Championnat du Kosovo d'échecs                    |                              |                                 |
| Championnat du Lesotho d'échecs                   | Tokelo Klaas                 |                                 |
| Championnat de Lettonie d'échecs                  |                              |                                 |
| Championnat du Liban d'échecs                     |                              |                                 |
| Championnat du Liberia d'échecs                   | Bobby Ballah                 |                                 |
| Championnat de Lituanie d'échecs                  | Titas Stremavičius           |                                 |
| Championnat du Luxembourg d'échecs                |                              |                                 |
| Championnat de Macédoine du nord d'échecs         |                              |                                 |
| Championnat de Madagascar d'échecs                | Heritiana Andrianiaina       | Faratiana Raharimanana          |
| Championnat de Malaisie d'échecs                  |                              |                                 |
| Championnat de Malte d'échecs                     |                              |                                 |
| Championnat du Maroc d'échecs                     |                              |                                 |
| Championnat du Mexique d'échecs                   |                              |                                 |
| Championnat de Moldavie d'échecs                  | Iulian Baltag                | Svetlana Petrenko               |
| Championnat de Mongolie d'échecs                  |                              |                                 |
| Championnat du Monténégro d'échecs                | Luka Draskovic               |                                 |
| Championnat de Namibie d'échecs                   | Dante Beukes                 | Lishen Mentile                  |
| Championnat du Népal d'échecs                     |                              |                                 |
| Championnat du Nigeria d'échecs                   | Oluwafemi Balogun            | Perpetual Eloho Ogbiyoyo        |
| Championnat de Norvège d'échecs                   |                              |                                 |
| Championnat de Nouvelle-Zélande d'échecs          | Nicolas Croad                | Pas de compétition dédiée       |
| Championnat d'Ouzbékistan d'échecs                | Javokhir Sindarov            | Nilufar Yakubbaeva              |
| Championnat du Pakistan d'échecs                  |                              |                                 |
| Championnat du Paraguay d'échecs                  |                              |                                 |
| Championnat d'échecs des Pays-Bas                 | Max Warmerdam                | Anne Haast                      |
| Championnat du Pays de Galles d'échecs            |                              |                                 |
| Championnat du Pérou d'échecs                     |                              |                                 |
| Championnat des Philippines d'échecs              |                              |                                 |
| Championnat de Pologne d'échecs                   | Radoslaw Wojtaszek           | Klaudia Kulon                   |
| Championnat du Portugal d'échecs                  | Andre Ventura Sousa          | Filipa Fortuna Pipiras          |
| Championnat de la République dominicaine d'échecs |                              | Patricia Evarista Castillo Pena |
| Championnat de Tchéquie d'échecs                  | Vojtěch Plát (en)            | Karolina Pilsova                |
| Championnat de Roumanie d'échecs                  | Bogdan-Daniel Deac           | Alessia-Mihaela Ciolacu         |
| Championnat de Russie d'échecs                    | Nikita Vitiugov              | Valentina Gunina                |
| Championnat du Salvador d'échecs                  |                              |                                 |
| Championnat du Sénégal d'échecs                   | Amadou Lamine Cissé          |                                 |
| Championnat de Serbie d'échecs                    |                              |                                 |
| Championnat de Singapour d'échecs                 |                              |                                 |
| Championnat de Slovaquie d'échecs                 |                              |                                 |
| Championnat de Slovénie d'échecs                  |                              |                                 |
| Championnat du Soudan du sud d'échecs             | Manyok Chaderek Panchol      |                                 |
| Championnat du Sri Lanka d'échecs                 | Susal De Silva               | Niklesha Tharushi               |
| Championnat de Suède d'échecs                     |                              |                                 |
| Championnat de Suisse d'échecs                    |                              |                                 |
| Championnat du Suriname d'échecs                  |                              |                                 |
| Championnat du Togo d'échecs                      |                              |                                 |
| Championnat de Trinité-et-Tobago d'échecs         |                              |                                 |
| Championnat de Tunisie d'échecs                   |                              |                                 |
| Championnat de Turquie d'échecs                   |                              | Ekaterina Atalık                |
| Championnat d'Ukraine d'échecs                    | Andrei Volokitin             | Kateryna Doljykova              |
| Championnat d'Uruguay d'échecs                    | Bernardo Roselli (en)        |                                 |
| Championnat du Venezuela d'échecs                 |                              |                                 |
| Championnat du Viêt Nam d'échecs                  |                              |                                 |
| Championnat de Zambie d'échecs                    |                              |                                 |
| Championnat du Zimbabwe d'échecs                  |                              |                                 |

## Évolution des classements mondiaux en 2021
Les joueurs d'échecs ont un classement Elo mis à jour chaque mois par la FIDE en fonction de leurs résultats sportifs, et chaque partie jouée rapporte ou retire des points Elo aux joueurs. Au cours de l'année 2021, plusieurs progressions au classement Elo sont remarquées.

### Classement mixte
| Rang 2022 | Nom                   | Né en | Fédération  | Elo 2022 | Rang 2021 | Elo 2021 | Évolution     |
| --------- | --------------------- | ----- | ----------- | -------- | --------- | -------- | ------------- |
| 1         | Magnus Carlsen        | 1990  | Norvège     | 2 865    | 1         | 2 862    | en stagnation |
| 2         | Alireza Firouzja      | 2003  | France      | 2 804    | 18        | 2 749    | 55            |
| 3         | Ding Liren            | 1992  | Chine       | 2 799    | 3         | 2 791    | en stagnation |
| 4         | Fabiano Caruana       | 1992  | États-Unis  | 2 792    | 2         | 2 823    | 31            |
| 5         | Ian Nepomniachtchi    | 1990  | Russie      | 2 773    | 4         | 2 789    | 16            |
| 6         | Levon Aronian         | 1982  | États-Unis  | 2 772    | 6         | 2 781    | en stagnation |
| 7         | Anish Giri            | 1994  | Pays-Bas    | 2 772    | 11        | 2 764    | en stagnation |
| 8         | Wesley So             | 1993  | États-Unis  | 2 772    | 9         | 2 770    | en stagnation |
| 9         | Shakhriyar Mamedyarov | 1985  | Azerbaïdjan | 2 767    | 8         | 2 770    | en stagnation |
| 10        | Alexander Grischuk    | 1983  | Russie      | 2 764    | 7         | 2 777    | 13            |

### Classement femmes
| Rang 2022 | Nom                    | Née en | Fédération | Elo 2022 | Rang 2021 | Elo 2021 | Évolution     |
| --------- | ---------------------- | ------ | ---------- | -------- | --------- | -------- | ------------- |
| 1         | Hou Yifan              | 1994   | Chine      | 2 658    | 1         | 2 658    | en stagnation |
| 2         | Aleksandra Goryachkina | 1998   | Russie     | 2 610    | 2         | 2 593    | 17            |
| 3         | Humpy Koneru           | 1987   | Inde       | 2 586    | 3         | 2 586    | en stagnation |
| 4         | Ju Wenjun              | 1991   | Chine      | 2 560    | 4         | 2 560    | en stagnation |
| 5         | Kateryna Lagno         | 1989   | Russie     | 2 550    | 5         | 2 546    | en stagnation |
| 6         | Mariya Muzychuk        | 1992   | Ukraine    | 2 539    | 6         | 2 544    | en stagnation |
| 7         | Lei Tingjie            | 1997   | Chine      | 2 535    | 12        | 2 505    | 30            |
| 8         | Nana Dzagnidze         | 1987   | Géorgie    | 2 531    | 9         | 2 524    | en stagnation |
| 9         | Anna Muzychuk          | 1990   | Ukraine    | 2 531    | 8         | 2 535    | en stagnation |
| 10        | Tan Zhongyi            | 1991   | Chine      | 2 525    | 11        | 2 510    | 15            |

## Changements de fédération
Plusieurs transferts notables ont été relevés au cours de l'année :
- Eduardo Iturrizaga quitte la fédération vénézuélienne pour la fédération espagnole[réf. souhaitée].
- Alireza Firouzja quitte la fédération iranienne pour la fédération française[112].
- Levon Aronian quitte la fédération arménienne pour la fédération américaine[réf. souhaitée].
- Mitra Hejazipour quitte la fédération iranienne pour la fédération française[113]

## Nécrologie
- 8 janvier : Květa Eretová[114]
- 14 janvier : Yrjö Rantanen[115]
- 15 janvier : Gildardo García[116]
- 18 janvier : Lubomir Kavalek[117]
- 20 janvier : Apolonia Litwińska (en)
- 13 mars : Nikola Spiridonov[118]
- 15 avril : Knut Jøran Helmers (en)
- 20 avril : Céline Roos[119]
- 1er mai : Yves Cheylan[120]
- mai : Stanimir Nikolić[121]
- 17 mai : Olavo Yépez (en)[122]
- 29 mai : Miguel Farré Mallofré[123]
- 31 mai : Andreea Bollengier[124]
- 1er juin : Román Hernández Onna[125]
- 13 juin : Carol Jarecki (en)[126]
- 14 juin : Horst Rittner[127]
- 15 juin : Hridayeshwar Singh Bhati (en)[128]
- juin : Piet Kroon (en)[129]
- 1er juillet Iouri Dokhoïan[130]
- 7 juillet : Sürengiin Möömöö (en)[131] et Asela de Armas Pérez (en)[132]
- 9 juillet : Vladimir Karassiov[133]
- 18 juillet : Valerij Zhuravliov (en)
- 24 juillet : Viktor Zheliandinov (en)
- 28 juillet : István Csom[134]
- 1er août : Fiorentino Palmiotto (en)
- 18 août : Evgueny Svechnikov[135]
- 8 octobre : Grigori Sanakoïev[136]
- 11 octobre : Boris Pineda (en)[137]
- 7 novembre : Lioudmila Belavenets[138]
- 14 novembre : Marek Vokáč (en)[139]
- 15 novembre : Katarina Blagojević[140] et Tatiana Morosova (ru)[141]
- 30 novembre : Jonathan Penrose[142]
- 3 décembre : Vesma Baltgailis (en)
- 19 décembre : Boško Abramović[143]
- 31 décembre : Gabor Kallai[144]